# Farrah Fenner
Farrah Fenner (* 17. November 1977 in Pretoria als Farrah Sterne) ist eine ehemalige südafrikanische Squashspielerin.

## Karriere
Farrah Fenner spielte von 1999 und 2003 auf der WSA World Tour und erreichte auf dieser ein Finale. Ihre höchste Platzierung in der Weltrangliste erreichte sie mit Rang 47 im November 2002. Mit der südafrikanischen Nationalmannschaft nahm sie 2000, 2002, 2004 und 2008 an der Weltmeisterschaft teil. 2008 und 2010 wurde sie südafrikanische Landesmeisterin.

## Erfolge
- Südafrikanischer Meister: 2008, 2010